# فیلم‌شناسی جانی دپ

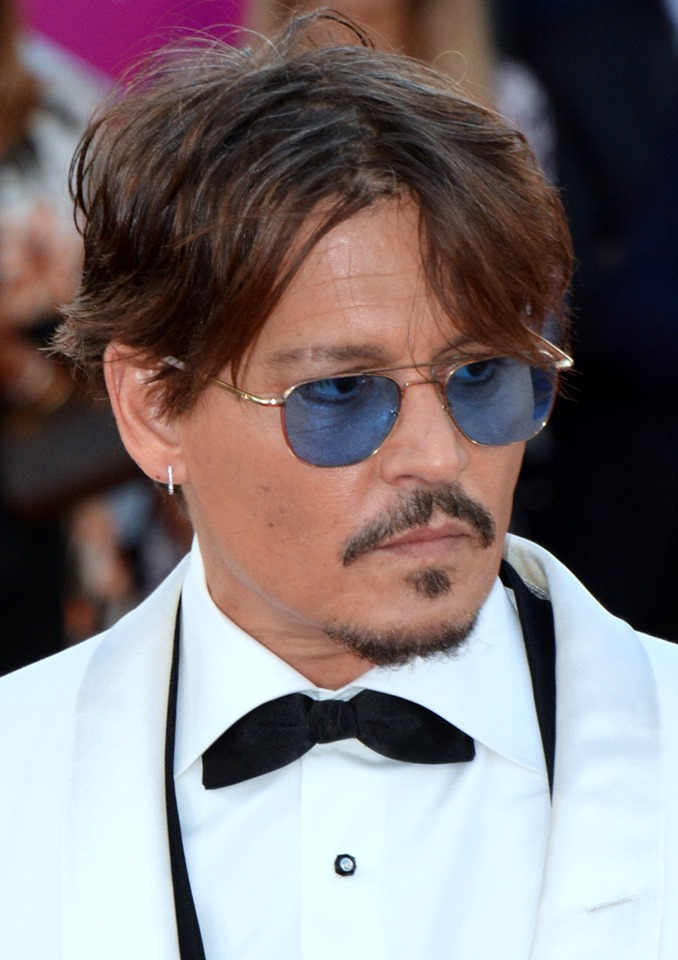
دپ در جشنواره فیلم آمریکایی دوویل ۲۰۱۹

جانی دپ بازیگر، تهیه‌کننده و موسیقی‌دان آمریکایی است که در فیلم‌ها، مجموعه‌های تلویزیونی و بازی‌های ویدئویی حضور داشته‌است. او بازیگری را در سینما را نخستین بار در فیلم ترسناک کابوس در خیابان الم در سال ۱۹۸۴ آغاز کرد. در دو سال بعد، دپ در کمدی استراحتگاه خصوصی (۱۹۸۵)، فیلم جنگی جوخه (۱۹۸۶) و خشم (۱۹۸۶) ظاهر شد. او یک سال بعد نقش افسر تام هانسون را در مجموعهٔ تلویزیونی پلیسی-اداری خیابان جامپ شماره ۲۱ (۱۹۸۷–۱۹۹۰) ایفا کرد که آن را تا اواسط فصل ۴ ادامه داد و در طول این مدت، او به عنوان یک بازیگر حرفه‌ای، پیشرفت سریعی را تجربه کرد.
در سال ۱۹۹۰، او نقش شخصیت‌های هم‌عنوان را در فیلم‌های کرای-بیبی و ادوارد دست‌قیچی ایفا کرد. در طول سایر دهه‌ها، دپ نقش‌های اصلی را در رؤیای آریزونا (۱۹۹۳)، چه چیزی گیلبرت گریپ را آزار می‌دهد (۱۹۹۳)، بنی و جون (۱۹۹۳)، مرد مرده (۱۹۹۵) و نقش شخصیت‌های هم‌عنوان را در اد وود (۱۹۹۴)، دون خوان دی‌مارکو (۱۹۹۵) و دانی براسکو (۱۹۹۷) به تصویر کشید. او همچنین در ترس و نفرت در لاس وگاس (۱۹۹۸) در نقش هانتر اس. تامپسون، در دروازه نهم (۱۹۹۹) در نقش دین کورسو و در اسلیپی هالو (۱۹۹۹) در نقش ایچابورد کرین ایفای نقش کرد.
در اوایل دههٔ ۲۰۰۰، او در عاشقانهٔ شکلات (۲۰۰۰)، فیلم جنایی کوکائین (۲۰۰۱)، فیلم اکشن روزی روزگاری در مکزیک (۲۰۰۳)، درام در جستجوی ناکجاآباد (۲۰۰۴) و فیلم‌های ترسناک از جهنم و پنجره مخفی (۲۰۰۴) حضور داشته‌است. به علاوه بر این، دپ نقش شخصیت هم‌عنوان را در سوئینی تاد: آرایشگر شیطانی خیابان فلیت (۲۰۰۷) به تصویر کشید و در دشمنان ملت (۲۰۰۹) ظاهر شد. در سال ۲۰۰۳، او نقش شخصیت کاپیتان جک اسپارو را در مجموعهٔ دزدان دریایی کارائیب به تصویر کشید که با  نفرین مروارید سیاه  آغاز شد و این نقش را در چهار دنبالهٔ آن (۲۰۰۶–۲۰۱۷) تکرار کرد و به یکی از مشهورترین نقش‌های او بدل شد. دپ برای نقش‌آفرینی در نفرین مروارید سیاه، در جستجوی ناکجاآباد و سوئینی تاد نامزد دریافت جایزهٔ اسکار بهترین بازیگر نقش اول مرد شد. او همچنین نقش ویلی وانکا و کلاهدوز دیوانه را در فیلم‌های فانتزی چارلی و کارخانه شکلات‌سازی (۲۰۰۵) و آلیس در سرزمین عجایب (۲۰۱۰) به تصویر کشید که هر کدام به ترتیب بیش از ۴۷۴ میلیون دلار و ۱ میلیارد دلار در گیشه فروش داشته‌اند.
در سال ۲۰۱۰، او با آنجلینا جولی در توریست ایفای نقش کرد و برایش نامزد دریافت جایزهٔ گلدن گلوب بهترین بازیگر مرد فیلم کمدی شد. او در سایه‌های سیاه (۲۰۱۲) با میشل فایفر، رنجر تنها (۲۰۱۳) با آرمی همر و برتری (۲۰۱۴) با مورگان فریمن ایفای نقش کرد. او نقش کلاهدوز دیوانه را در آلیس در آن‌سوی آینه (۲۰۱۶) تکرار کرد و در درام میناماتا (۲۰۲۰) بازی کرد. از سال ۲۰۱۱، او فیلم‌هایی را از طریق شرکت خود، اینفینیتم نیهیل، تهیه کرده‌است. او همچنین صداپیشگی مجموعه‌های انیمیشنیپادشاه تپه در ۲۰۰۴، باب‌اسفنجی شلوارمکعبی در ۲۰۰۹، و فمیلی گای در ۲۰۱۲ و همچنین فیلم انیمیشنی رنگو (۲۰۱۱) را بر عهده داشته‌است. علاوه بر این، دپ در بسیاری از فیلم‌های مستند ظاهر شده‌است که بیشتر در نقش خود بوده‌است.

## سینما
| سال  | عنوان                                        | نقش(ها)                            | توضیحات                          | منا.          |
| ---- | -------------------------------------------- | ---------------------------------- | -------------------------------- | ------------- |
| ۱۹۸۴ | کابوس در خیابان الم                          | گلن لانتز                          |                                  | [ ۱ ]         |
| ۱۹۸۵ | استراحتگاه خصوصی                             | جک مارشال                          |                                  | [ ۱ ] [ ۸ ]   |
| ۱۹۸۶ | جوخه                                         | لرنر                               |                                  | [ ۱ ]         |
| ۱۹۹۰ | کرای-بیبی                                    | وید «کرای-بیبی» والکر              |                                  | [ ۹ ]         |
| ۱۹۹۰ | ادوارد دست‌قیچی                               | ادوارد دست‌قیچی                     |                                  | [ ۱۰ ] [ ۹ ]  |
| ۱۹۹۱ | فردی مرده‌است: آخرین کابوس                    | گلن لانتز                          | حضور افتخاری                     | [ ۱۱ ]        |
| ۱۹۹۳ | رؤیای آریزونا                                | اکسل بلکمار                        |                                  | [ ۱ ]         |
| ۱۹۹۳ | بنی و جون                                    | سم                                 |                                  | [ ۱۰ ]        |
| ۱۹۹۳ | چه چیزی گیلبرت گریپ را آزار می‌دهد            | گیلبرت گریپ                        |                                  | [ ۱۰ ]        |
| ۱۹۹۴ | اد وود                                       | اد وود                             |                                  | [ ۱۰ ]        |
| ۱۹۹۵ | دون خوان دی‌مارکو                             | جان ای. دی‌مارکو / Don Juan         |                                  | [ ۱۲ ]        |
| ۱۹۹۵ | مرد مرده                                     | ویلیام بلیک                        |                                  | [ ۱ ] [ ۱۰ ]  |
| ۱۹۹۵ | آخرین لحظه                                   | جین واتسون                         |                                  | [ ۸ ]         |
| ۱۹۹۶ | مرد کن                                       | خودش                               | حضور افتخاری                     | [ ۱۳ ]        |
| ۱۹۹۷ | دانی براسکو                                  | دانی براسکو / Joseph D. Pistone    |                                  | [ ۱۰ ]        |
| ۱۹۹۷ | شجاع                                         | Raphael                            | همچنین تهیه‌کننده و نویسنده مشترک | [ ۸ ]         |
| ۱۹۹۸ | ترس و نفرت در لاس وگاس                       | Raoul Duke                         |                                  | [ ۱۰ ]        |
| ۱۹۹۸ | لس آنجلس بدون نقشه                           | William Blake                      | حضور افتخاری                     | [ ۱۴ ] [ ۱۵ ] |
| ۱۹۹۹ | دروازه نهم                                   | Dean Corso                         |                                  | [ ۱۶ ]        |
| ۱۹۹۹ | همسر فضانورد                                 | Spencer Armacost                   |                                  | [ ۱۷ ]        |
| ۱۹۹۹ | اسلیپی هالو                                  | Ichabod Crane                      |                                  | [ ۱۰ ]        |
| ۲۰۰۰ | شکلات                                        | Roux                               |                                  | [ ۱۸ ]        |
| ۲۰۰۰ | پیش از آغاز شب                               | Bon Bon / Lt. Victor               |                                  | [ ۱ ]         |
| ۲۰۰۰ | مردی که گریست                                | Cesar                              |                                  | [ ۱ ]         |
| ۲۰۰۱ | کوکائین                                      | George Jung                        |                                  | [ ۱۹ ]        |
| ۲۰۰۱ | از جهنم                                      | Frederick Abberline                |                                  | [ ۲۰ ]        |
| ۲۰۰۳ | روزی روزگاری در مکزیک                        | Sheldon Sands                      |                                  | [ ۲۱ ]        |
| ۲۰۰۳ | دزدان دریایی کارائیب: نفرین مروارید سیاه     | Captain Jack Sparrow               |                                  | [ ۹ ]         |
| ۲۰۰۴ | خوشبختی تا ابد                               | L'inconnu                          | حضور افتخاری                     | [ ۲۲ ]        |
| ۲۰۰۴ | پنجره مخفی                                   | Morton "Mort" Rainey               |                                  | [ ۲۳ ]        |
| ۲۰۰۴ | در جستجوی ناکجاآباد                          | J. M. Barrie                       |                                  | [ ۹ ]         |
| ۲۰۰۴ | افسارگسیخته                                  | John Wilmot, 2nd Earl of Rochester |                                  | [ ۱۰ ]        |
| ۲۰۰۵ | چارلی و کارخانه شکلات‌سازی                    | Willy Wonka                        |                                  | [ ۱۰ ]        |
| ۲۰۰۵ | عروس مرده                                    | Victor Van Dort                    | صداپیشه                          | [ ۲۴ ]        |
| ۲۰۰۶ | دزدان دریایی کارائیب: صندوقچه مرد مرده       | Captain Jack Sparrow               |                                  | [ ۱۹ ]        |
| ۲۰۰۷ | دزدان دریایی کارائیب: پایان جهان             | Captain Jack Sparrow               |                                  | [ ۱۹ ]        |
| ۲۰۰۷ | سوئینی تاد: آرایشگر شیطانی خیابان فلیت       | Benjamin Barker / Sweeney Todd     |                                  | [ ۲۵ ]        |
| ۲۰۰۹ | دشمنان ملت                                   | John Dillinger                     |                                  | [ ۲۶ ]        |
| ۲۰۰۹ | دکتر پارناسوس، مردی که به شیطان رودست زد     | Tony (1st Transformation)          | حضور افتخاری                     | [ ۲۷ ]        |
| ۲۰۱۰ | آلیس در سرزمین عجایب                         | Tarrant Hightopp / Mad Hatter      |                                  | [ ۱۰ ]        |
| ۲۰۱۰ | توریست                                       | Frank Tupelo / Alexander Pearce    |                                  | [ ۲۸ ]        |
| ۲۰۱۱ | رنگو                                         | Rango, Lars, Raoul Duke            | صداپیشه                          | [ ۱۰ ]        |
| ۲۰۱۱ | دزدان دریایی کارائیب: سوار بر امواج ناشناخته | Captain Jack Sparrow               |                                  | [ ۱۰ ]        |
| ۲۰۱۱ | خاطرات عجیب و غریب                           | Paul Kemp                          | همچنین تهیه‌کننده                 | [ ۱ ]         |
| ۲۰۱۱ | جک و جیل                                     | خودش                               | حضور افتخاری ذکرنشده             | [ ۲۹ ]        |
| ۲۰۱۱ | هوگو                                         | —                                  | تهیه‌کننده                        | [ ۳۰ ]        |
| ۲۰۱۲ | خیابان جامپ شماره ۲۱                         | Tom Hanson                         | حضور افتخاری ذکرنشده             | [ ۳۱ ]        |
| ۲۰۱۲ | سایه‌های سیاه                                 | Barnabas Collins                   |                                  | [ ۳۲ ]        |
| ۲۰۱۳ | رنجر تنها                                    | تنتو                               | همچنین تهیه‌کننده اجرایی          | [ ۱۰ ]        |
| ۲۰۱۳ | خوش به حالشان                                | Matthew Smith                      | حضور افتخاری                     | [ ۳۳ ]        |
| ۲۰۱۴ | برتری                                        | Dr. Will Caster                    |                                  | [ ۳۴ ]        |
| ۲۰۱۴ | عاج فیل                                      | Guy LaPointe                       |                                  | [ ۸ ]         |
| ۲۰۱۴ | به‌سوی جنگل                                   | The Big Bad Wolf                   |                                  | [ ۳۵ ]        |
| ۲۰۱۵ | موردکای                                      | Charlie Mortdecai                  | همچنین تهیه‌کننده                 | [ ۱۰ ]        |
| ۲۰۱۵ | عشاء ربانی سیاه                              | James "Whitey" Bulger              |                                  | [ ۱۰ ]        |
| ۲۰۱۶ | یوگا هوزرز                                   | Guy LaPointe                       |                                  | [ ۳۶ ]        |
| ۲۰۱۶ | هنر معامله دونالد ترامپ: فیلم                | دونالد ترامپ                       |                                  | [ ۳۷ ]        |
| ۲۰۱۶ | آلیس در آن‌سوی آینه                           | Tarrant Hightopp / Mad Hatter      |                                  | [ ۳۸ ]        |
| ۲۰۱۶ | جانوران شگفت‌انگیز و زیستگاه آن‌ها             | گلرت گریندلوالد                    |                                  | [ ۳۹ ]        |
| ۲۰۱۷ | غده سیاه                                     | نیوکلیر مد تک                      | فیلم کوتاه                       | [ ۴۰ ]        |
| ۲۰۱۷ | دزدان دریایی کارائیب: مردگان حکایت نمی‌کنند   | کاپیتان جک اسپارو                  |                                  | [ ۴۱ ]        |
| ۲۰۱۷ | قتل در قطار سریع‌السیر شرق                    | جان کاستتی / ادوارد راچت           |                                  | [ ۴۲ ] [ ۴۳ ] |
| ۲۰۱۸ | شرلوک نومز                                   | شرلوک گنومز                        | صداپیشه                          | [ ۴۴ ]        |
| ۲۰۱۸ | کشتزارهای لندن                               | چیک پورچس                          | حضور افتخاری ذکرنشده             | [ ۴۵ ]        |
| ۲۰۱۸ | جانوران شگفت‌انگیز: جنایات گریندل‌والد         | گلرت گریندل‌والد                    |                                  | [ ۳۹ ]        |
| ۲۰۱۸ | پروفسور                                      | ریچارد براون                       |                                  | [ ۴۶ ]        |
| ۲۰۱۸ | شهر دروغ‌ها                                   | راسل پول                           |                                  | [ ۴۷ ]        |
| ۲۰۱۹ | در انتظار بربرها                             | سرهنگ جول                          |                                  | [ ۴۸ ]        |
| ۲۰۲۰ | میناماتا                                     | دابلیو. یوجین اسمیت                | همچنین تهیه‌کننده                 | [ ۴۹ ]        |
| ۲۰۲۳ | ژان دو باری                                  | لوئی پانزدهم                       |                                  | [ ۵۰ ]        |
| ۲۰۲۴ | مودی، سه روز بر بال جنون                     | کارگردان و تهیه‌کننده فیلم          |                                  |               |
| ۲۰۲۶ | نوشیدنی روزانه                               | کلی                                |                                  |               |

## تلویزیون
| سال       | عنوان                | نقش                             | توضیحات                                                             | منا.          |
| --------- | -------------------- | ------------------------------- | ------------------------------------------------------------------- | ------------- |
| ۱۹۸۵      | بانوی آبی            | لیونل ویلند                     | قسمت: «جانوران شکاری»                                               | [ ۵۱ ] [ ۵۲ ] |
| ۱۹۸۶      | خشم                  | دونی فلیشر                      | تله‌فیلم                                                             | [ ۵۲ ]        |
| ۱۹۸۷–۱۹۹۰ | خیابان جامپ شماره ۲۱ | افسر توماس «تام» هانسون، جونیور | سری منظم (قسمت ۸۰)                                                  | [ ۲ ]         |
| ۱۹۹۹      | جانشین دیبلی         | خودش                            | قسمت: «مهمانی سلبریتی»                                              | [ ۸ ]         |
| ۲۰۰۰      | د فست شو             | خودش                            | قسمت: «آخرین نمایش فست شو برای همیشه»                               | [ ۸ ]         |
| ۲۰۰۴      | پادشاه تپه           | یوگی ویکتور                     | قسمت: «بازگشت هنگ»، صداپیشه                                         | [ ۵۳ ]        |
| ۲۰۰۹      | باب‌اسفنجی شلوارمکعبی | جک کاهونا لاگونا                | قسمت: «باب‌اسفنجی شلوارمکعبی در برابر بیگ وان»، صداپیشه              | [ ۵۴ ]        |
| ۲۰۱۱      | زندگی خیلی کوتاه است | خودش                            | قسمت ۲                                                              | [ ۵۵ ]        |
| ۲۰۱۲      | فمیلی گای            | ادوارد دست قیچی                 | قسمت: «لوئیس از پوسته خود بیرون می‌آید»، حضور افتخاری در نقش صداپیشه | [ ۵۶ ] [ ۵۷ ] |
| ۲۰۲۰      | پافین‌ها              | جانی پاف                        | صداپیشه                                                             | [ ۵۸ ] [ ۵۹ ] |
| ۲۰۲۲      | پافین‌های غیرممکن     | جانی پاف                        | صداپیشه                                                             | [ ۶۰ ]        |

## بازی‌های ویدئویی
| سال  | عنوان                                  | نقش               | توضیحات | منا.   |
| ---- | -------------------------------------- | ----------------- | ------- | ------ |
| ۲۰۰۶ | دزدان دریایی کارائیب: افسانه جک اسپارو | کاپیتان جک اسپارو | صداپیشه | [ ۶۱ ] |
| ۲۰۱۱ | لگو دزدان دریایی کارائیب: بازی ویدئویی | کاپیتان جک اسپارو | صداپیشه | [ ۶۲ ] |

## فیلم مستند
| سال  | عنوان                                                               | نقش      | توضیحات                | منا.          |
| ---- | ------------------------------------------------------------------- | -------- | ---------------------- | ------------- |
| ۱۹۹۹ | The Source: The Story of the Beats and the Beat Generation          | جک کرواک |                        | [ ۱ ]         |
| ۲۰۰۲ | گم‌شده در لامانچا                                                    | خودش     | Uncredited             | [ ۶۳ ]        |
| ۲۰۰۳ | صبحانه با هانتر                                                     | خودش     |                        | [ ۶۴ ]        |
| ۲۰۰۳ | چارلی: زندگی و هنر چارلی چاپلین                                     | خودش     |                        | [ ۶۵ ]        |
| ۲۰۰۶ | Buy the Ticket, Take the Ride: Hunter S. Thompson on Film           | خودش     |                        | [ ۶۶ ]        |
| ۲۰۰۶ | دریای عمیق سه‌بعدی                                                   | راوی     | Voice role             | [ ۶۷ ]        |
| ۲۰۰۶ | When the Road Bends… Tales of a Gypsy Caravan                       | خودش     |                        | [ ۶۸ ]        |
| ۲۰۰۷ | Joe Strummer: The Future Is Unwritten                               | خودش     |                        | [ ۶۹ ]        |
| ۲۰۰۷ | Runnin' Down a Dream                                                | خودش     |                        | [ ۷۰ ]        |
| ۲۰۰۸ | Gonzo: The Life and Work of Dr. Hunter S. Thompson                  | راوی     | Voice role             | [ ۷۱ ]        |
| ۲۰۱۰ | When You're Strange                                                 | راوی     | Voice role             | [ ۷۲ ]        |
| ۲۰۱۲ | For No Good Reason                                                  | خودش     |                        | [ ۷۳ ]        |
| ۲۰۱۲ | Radioman                                                            | خودش     |                        | [ ۷۴ ] [ ۷۵ ] |
| ۲۰۱۲ | Sunset Strip                                                        | خودش     |                        | [ ۷۶ ]        |
| ۲۰۱۳ | Don't Say No Until I Finish Talking: The Story of Richard D. Zanuck | خودش     |                        | [ ۷۷ ]        |
| ۲۰۱۴ | Don Rickles: One Night Only                                         | خودش     | Television documentary | [ ۷۸ ]        |
| ۲۰۱۶ | Doug Stanhope: No Place Like Home                                   | —        | Executive producer     | [ ۷۹ ]        |
| ۲۰۱۸ | Platoon: Brothers in Arms                                           | خودش     |                        | [ ۸۰ ]        |
| ۲۰۲۰ | Crock of Gold: A Few Rounds with Shane MacGowan                     | خودش     | Also producer          | [ ۸۱ ]        |